# Vangelo di Cerinto
Il Vangelo di Cerinto è un vangelo attribuito a Cerinto (inizio II secolo) in base a un'interpretazione della testimonianza di Epifanio di Salamina (Panarion adversus omnes haereres, 51.7.3); secondo gli Alogi, la cui opinione è riportata da Epifanio, sarebbe coincidente col Vangelo secondo Giovanni, in realtà composto da Cerinto.
Altrove (28.5.1) Epifanio testimonia che il vangelo usato da Cerinto e da Carpocrate era lo stesso degli Ebioniti e quindi una versione del Vangelo secondo Matteo mancante del racconto della natività virginale.